# Cliff Bleszinski
Cliff Bleszinski (Massachusetts, 12 de fevereiro de 1975), também conhecido como CliffyB, é um desenvolvedor americano de jogos eletrônicos. Ele foi diretor da Epic Games e é um dos fundadores da Boss Key Productions.
É conhecido por seu trabalho no desenvolvimento dos jogos das séries Jazz Jackrabbit, Unreal e Gears of War. Ele cita Shigeru Miyamoto como uma grande influência. Em 2016, trabalhou na produção de LawBreakers.
Depois do mau desempenho de Lawbreaks Cliff demonstrou falta de interesse em fazer jogos novamente.
Em 22 de junho de 2021 por meio do seu Twitter Cliff anuncia que esta trabalhando ao lado da escritora Alex de Campi e do desenhista Sandy Jarrell em um novo jogo, marcando seu retorno na produção de jogos.

## Epic Games
Cliff trabalhou na Epic games entre 1996 a 2016, onde saiu vários jogos entre eles Gears of War, Unreal, Fortnite.

## Boss Key
Em 2016 Cliff cria o estudio de games Boss key, depois de sair da Epic Games, lançou o seu primeiro jogo chamado LawBreakers, infelizmente não obteve êxito e o estúdio  fechou as portas em 2018,

## Carreira no teatro
Cliff coproduziu o musical Hadestown que atual desde 2016, mas somente em 2018 que Cliff embarcou, o musical recebeu 14 indicações ao  premio Tony Award, Cliff escolheu esse rumo logo depois de deixar de investir em games.